# Zoagli
Zoagli – miejscowość i gmina we Włoszech, w regionie Liguria, w prowincji Genua.
Według danych na rok 2004 gminę zamieszkiwało 2412 osób, 344,6 os./km².